# Rattus mollicomulus
Rattus mollicomulus is een rat die voorkomt op Gunung Lompobatang in het zuidwesten van Celebes. De soort is waarschijnlijk verwant aan Rattus hoffmanni, ook uit Celebes. Er zijn vijf exemplaren bekend.
Net als hooglandpopulaties van R. hoffmanni hebben de dieren uit Gunung Lompobatang een zachtere en langere vacht dan ratten uit het laagland. R. mollicomulus heeft echter ook een veel lichtere vacht (rug geelbruin, buik zilverwit, de voeten zijn wit in plaats van bruin). Verder is R. mollicomulus veel kleiner dan R. hoffmanni (kop-romplengte 153 tot 157 mm tegen minstens 175 mm bij hoffmanni, staartlengte 141 tot 154 mm tegen minstens 155 mm bij hoffmanni, achtervoetlengte 33 tot 35 mm tegen minstens 36 mm bij hoffmanni). Hoewel die verschillen niet heel groot zijn, is er een duidelijk verschil tussen de kleine variatie binnen populaties van R. hoffmanni in andere delen van het eiland en de duidelijke verschillen met de populatie op Gunung Lompobatang.
R. mollicomulus is overigens niet het enige endemische knaagdier op Gunung Lompobatang. Andere paren zijn de volgende (de eerstgenoemde soort komt steeds alleen op Gunung Lompobatang voor):
- Rattus bontanus tegen Rattus foramineus (komt alleen voor in de zuidwestelijke arm van Celebes)
- Bunomys heinrichi tegen Bunomys sp.A (komt alleen voor in het midden van Celebes)
- Bunomys coelestis tegen Bunomys chrysoconus
- Paruromys ursinus tegen Paruromys dominator

Aziatische zwarte rat (Rattus tanezumi)
· Bruine rat (Rattus norvegicus)
· Engganorat (Rattus enganus)
· Nillubergrat (Rattus montanus)
· Polynesische rat (Rattus exulans)
· Rattus adustus
· Rattus andamanensis
· Rattus arfakiensis
· Rattus argentiventer
· Rattus arrogans
· Rattus baluensis
· Rattus blangorum
· Rattus bontanus
· Rattus burrus
· Rattus ceramicus
· Rattus colletti
· Rattus detentus
· Rattus elaphinus
· Rattus everetti
· Rattus facetus
· Rattus feileri
· Rattus feliceus
· Rattus fuscipes
· Rattus giluwensis
· Rattus hainaldi
· Rattus halmaheraensis
· Rattus hoffmanni
· Rattus hoogerwerfi
· Rattus jobiensis
· Rattus koopmani
· Rattus korinchi
· Rattus leucopus
· Rattus losea
· Rattus lugens
· Rattus lutreolus
· Rattus macleari
· Rattus marmosurus
· Rattus mindorensis
· Rattus mollicomulus
· Rattus mordax
· Rattus morotaiensis
· Rattus nativitatis
· Rattus nikenii
· Rattus niobe
· Rattus nitidus
· Rattus novaeguineae
· Rattus ombirah
· Rattus omichlodes
· Rattus osgoodi
· Rattus palmarum
· Rattus pelurus
· Rattus pococki
· Rattus praetor
· Rattus pyctoris
· Rattus ranjiniae
· Rattus richardsoni
· Rattus sakeratensis
· Rattus salocco
· Rattus sanila
· Rattus satarae
· Rattus simalurensis
· Rattus sordidus
· Rattus steini
· Rattus stoicus
· Rattus taliabuensis
· Rattus tawitawiensis
· Rattus timorensis
· Rattus tiomanicus
· Rattus tunneyi
· Rattus vandeuseni
· Rattus verecundus
· Rattus villosissimus
· Rattus xanthurus
· Zwarte rat (Rattus rattus)